# Tweede klasse 1930-31 (voetbal België)
Het seizoen 1930/31 was de zeventiende editie van de Belgische Tweede Klasse. De competitie vond plaats tussen oktober 1930 en april 1931. De officiële naam destijds was Division 1 (Eerste Afdeeling).
RRC de Gand werd kampioen en promoveerde samen met vice-kampioen FC Turnhout naar de Ere-afdeling.
Door de competitiehermorming in 1931 zou Eerste Afdeling vanaf het volgende seizoen opgedeeld worden in twee reeksen van 14 ploegen aantreden in Eerste Afdeling. Hierdoor waren er op einde van dit seizoen geen degradanten.

## Gedegradeerde teams
Deze teams waren gedegradeerd uit de Ere-Afdeling 1929-30 voor de start van het seizoen:
- R. Racing Club de Bruxelles (voorlaatste) degradeerde na vier seizoenen in Ere-Afdeling.
- RRC de Gand (laatste), het vroegere RC de Gand degradeerde na zeven seizoenen in Ere-Afdeling.

## Gepromoveerde teams
Deze teams waren gepromoveerd uit de Bevordering 1929-30 voor de start van het seizoen:
- CS de Schaerbeek (kampioen reeks A) promoveerde na 6 seizoenen terug naar 2e nationale.
- Belgica FC Edegem (kampioen reeks B, na testwedstrijd) promoveerde voor het eerst 2e nationale.
- Excelsior FC Hasselt (kampioen reeks C) promoveerde na 5 seizoenen terug naar 2e nationale.

## Deelnemende teams
Deze ploegen speelden in het seizoen 1930-1931 in Eerste Afdeling. Bij elke ploeg wordt het stamnummer aangegeven. De nummers komen overeen met de plaats in de eindrangschikking.
| Stam- nummer | Club                        | Plaats        |    |
| ------------ | --------------------------- | ------------- | -- |
| 11           | RRC de Gand                 | Gent          | 1  |
| 148          | FC Turnhout                 | Turnhout      | 2  |
| 6            | R. Racing Club de Bruxelles | Ukkel         | 3  |
| 7            | ARA La Gantoise             | Gent          | 4  |
| 52           | TSV Lyra                    | Lier          | 5  |
| 51           | CS La Forestoise            | Vorst         | 6  |
| 375          | Belgica FC Edegem           | Edegem        | 7  |
| 451          | CS de Schaerbeek            | Schaarbeek    | 8  |
| 22           | R. Charleroi SC             | Charleroi     | 9  |
| 15           | R. Uccle Sport              | Ukkel         | 10 |
| 134          | SK Roeselare                | Roeselare     | 11 |
| 37           | Excelsior FC Hasselt        | Hasselt       | 12 |
| 21           | R. Tilleur FC               | Saint-Nicolas | 13 |
| 4            | RFC Liégeois                | Luik          | 14 |

| 1 2 3 4 5 6 7 8 9 10 11 12 13 14 Geografische verspreiding clubs |

## Eindstand Eerste Afdeling
|   |    |                             | P  | W  | G | V  | +  | -  | DS  | Ptn |
| - | -- | --------------------------- | -- | -- | - | -- | -- | -- | --- | --- |
| K | 1  | RRC de Gand                 | 26 | 19 | 4 | 3  | 76 | 35 | 41  | 42  |
| P | 2  | FC Turnhout                 | 26 | 16 | 4 | 6  | 73 | 47 | 26  | 36  |
|   | 3  | R. Racing Club de Bruxelles | 26 | 14 | 4 | 8  | 59 | 45 | 14  | 32  |
|   | 4  | ARA La Gantoise             | 26 | 15 | 1 | 10 | 76 | 60 | 16  | 31  |
|   | 5  | TSV Lyra                    | 26 | 13 | 4 | 9  | 64 | 51 | 13  | 30  |
|   | 6  | CS La Forestoise            | 26 | 11 | 6 | 9  | 58 | 46 | 12  | 28  |
|   | 7  | Belgica FC Edegem           | 26 | 12 | 3 | 11 | 60 | 53 | 7   | 27  |
|   | 8  | CS de Schaerbeek            | 26 | 12 | 3 | 11 | 65 | 65 | 0   | 27  |
|   | 9  | R. Charleroi SC             | 26 | 12 | 2 | 12 | 48 | 58 | -10 | 26  |
|   | 10 | R. Uccle Sport              | 26 | 7  | 6 | 13 | 64 | 72 | -8  | 20  |
|   | 11 | SK Roeselare                | 26 | 7  | 5 | 14 | 40 | 67 | -27 | 19  |
|   | 12 | Excelsior FC Hasselt        | 26 | 9  | 0 | 17 | 44 | 72 | -28 | 18  |
|   | 13 | R. Tilleur FC               | 26 | 6  | 5 | 15 | 50 | 72 | -22 | 17  |
|   | 14 | RFC Liégeois                | 26 | 5  | 1 | 20 | 47 | 81 | -34 | 11  |

P: wedstrijden gespeeld, W: wedstrijden gewonnen, G: gelijke spelen, V: wedstrijden verloren, +: gescoorde doelpunten, -: doelpunten tegen, DS: doelsaldo, Ptn: totaal punten
 K: kampioen en promotie, P: promotie

## Promoverende teams
De kampioen en vice-kampioen promoveerden naar Ere Afdeling 1931-32 op het eind van het seizoen:
- RRC de Gand (kampioen) promoveerde na 1 seizoen terug naar Ere Afdeling.
- FC Turnhout (vice-kampioen) promoveerde na 6 seizoenen in 2e nationale voor het eerst naar Ere Afdeling.

## Degraderende teams
Door een uitbreiding naar 28 ploegen degradeerde dit seizoen geen enkele ploeg.